# Phytoecia brevicornis
Phytoecia brevicornis – gatunek chrząszcza z rodziny kózkowatych i podrodziny zgrzypikowych (Lamiinae).
Gatunek ten opisany został w 2013 roku przez Denisa G. Kasatkina na podstawie 3 samców odłowionych trzy lata wcześniej.
Chrząszcz o ciele długości od 6,2 do 8,7 mm, ubarwionym czarno z brązowawym tyłem pokryw. Głowę ma gęsto punktowaną i gęsto porośniętą grubszymi włoskami brązowymi i cieńszymi, białymi. Przedplecze jest lekko rozszerzone pośrodku i porośnięte prawie wyłącznie włoskami białymi – brązowe występują sporadycznie i są znacznie krótsze. Pokrywy mają zatarte żeberka i rozszerzone wierzchołki. Na ich powierzchni występuje szarawe, niełuskowate owłosienie, a w przedniej ⅓ sterczące włoski białe i krótsze włoski brązowe. Owłosienie spodu ciała jest gęste i szarobiałe. Szczyt penisa jest zaostrzony.
Owad znany wyłącznie z prowincji Bamian w środkowym Afganistanie.